# 萊氏雀鯛
萊氏雀鯛（學名：Pomacentrus reidi），是輻鰭魚綱鱸形目雀鯛科雀鯛屬的其中一種，分布於印度西太平洋區，包括菲律賓、蘇拉威西到索羅門群島、萬那杜、帛琉、密克羅尼西亞、澳洲大堡礁等海域，深度3至70公尺，本魚體呈卵圓形且側扁，吻部短鈍，體被櫛鱗，本魚體為灰色，虹膜為藍色，臉頰和鰓蓋上有藍色斑點和線條，體鱗上有垂直的藍色條紋，尾巴基部呈淡黃色，有暗色條紋，背鰭硬棘13枚、背鰭軟條13-15枚、臀鰭硬棘2枚、臀鰭軟條15-16枚，體長可達9公分，棲息在外海陡峭的珊瑚礁坡，通常單獨活動，以浮游生物為食，繁殖期時成對出現，雄魚會守護卵直到孵化，生活習性不明。